# Osrednje podolje
Osrednje podolje (špansko Valle Central - centralna dolina) je planota in geografska regija osrednje Kostarike. Dežela v dolini je relativna ravninska, čeprav je obdana z več gorami in vulkani, zadnji del Cordillera Central. V regiji živi skoraj tri četrtine Kostaričanov in vključuje glavno in najbolj naseljeno mesto San José. Dolino delijo province Alajuela, Heredia, San José in Cartago. Regija zavzema površino 11.366 km², kar je več kot petina države, in jo odmakata reka Tárcoles na zahodni strani in reka Reventazón na vzhodni strani.

## Geografske razsežnosti
Običajno velja, da se Osrednje podolje razteza od mesta San Ramón v Alajueli na zahodu do mesta Paraíso v Cartagu na vzhodu. Gore severno od doline so del Cordillere Central. Severno od doline so štirje glavni vulkani, in sicer Poás, Barva, Irazú in Turrialba. Gore, ki obdajajo planoto na jugu, tvorijo del pogorja Talamanca. Manjše območje, hribovje Carpintera, ki poteka od severa proti jugu približno vzdolž meje med provincama San José in Cartago, deli dolino na dva dela. Zahodni del se običajno imenuje 'zahodna dolina' ali 'osrednja dolina', vzhodni del pa se imenuje 'vzhodna dolina' ali Valle del Guarco. To manjše območje vpliva tudi na vreme in ekosisteme obeh podregij, pri čemer na zahodno dolino močno vplivajo vremenski vzorci pacifiške obale Kostarike, na vzhodno dolino pa vpliva vreme karibske obale.

## Podnebje
Zaradi nadmorske višine se temperatura v Osrednjem podolju giblje med 15 in 30 °C, predvsem zaradi lege proti goram (nadmorska višina se giblje tudi med 800 m in 1500 m nadmorske višine). Zahodni del doline je poleti pod vplivom pasatov in tako kot v preostalem delu države z izjemo karibske regije sta jasno opredeljeni dve podnebni sezoni, mokra in suha. Na vzhodni del doline bolj vplivajo karibske razmere, ki so bolj spremenljive. Letna količina padavin v regiji se giblje od 1900 milimetrov v mestnem in osrednjem kraju, kot je Pavas, do 3200 milimetrov na podeželskem in goratem kraju, kot je Fraijanes. Vlažnost se giblje od 75 % (10 % volatilnosti) v Pavasu do 87 % (redko pade na manj kot 80 %) v Fraijanesu.

## Gospodarski pomen
Osrednje podolje je bilo tradicionalno najljubši kraj za bivanje Kostaričanov, še danes pa je prebivalstvo v državi neenakomerno porazdeljeno glede na njeno velikost. To je zaradi rodovitnosti zemlje v regiji, k čemur prispeva vpliv vulkanov in rek, ki tečejo skozi dolino. Vreme je ugodno tudi za kmetijstvo in kmetovanje. Zaradi aglomeracije prebivalstva je dolina središče trgovine, industrije in storitvenih dejavnosti, ki jo podpirajo pristanišča na obeh obalah in Liberija v Guanacaste (ki ima poleg letališča Juan Santamaría v Alajueli še drugo mednarodno letališče), ki imata podobne gospodarske premikanje.
Večje metropolitansko območje (GAM) je glavno naseljeno somestje države in obsega približno enako razširitev kot Osrednje podolje.